# Pseudochthonius mundanus
Pseudochthonius mundanus är en spindeldjursart som beskrevs av Clarence Clayton Hoff 1963. Pseudochthonius mundanus ingår i släktet Pseudochthonius och familjen käkklokrypare. Inga underarter finns listade i Catalogue of Life.